# Selolong
Selolong is een bestuurslaag in het regentschap Bengkulu Utara van de provincie Bengkulu, Indonesië. Selolong telt 626 inwoners (volkstelling 2010).